# Örtjärnet (Älgå socken, Värmland, 661097-130617)
Örtjärnet är en sjö i Arvika kommun i Värmland och ingår i Göta älvs huvudavrinningsområde. Sjön är 10 meter djup, har en yta på 0,029 kvadratkilometer och befinner sig 254 meter över havet.